# جنگل حفاظت‌شده کیچیک آق‌سو
جنگل حفاظت‌شده کیچیک آق‌سو (به لاتین: Kichi Ak-Suu Forest Reserve) یک جنگل حفاظت‌شده در قرقیزستان است که در استان ایسیق‌کول واقع شده‌است.